# جيم روبر
جيم روبر (بالإنجليزية: Jim Roper)‏ هو سائق سباق أمريكي، ولد في 13 أغسطس 1916 في هالستيد في الولايات المتحدة، وتوفي في 23 يونيو 2000 في نيوتن في الولايات المتحدة.

## وصلات خارجية
- جيم روبر على موقع Racing-Reference.info (الإنجليزية)
- جيم روبر على موقع DriverDB.com (الإنجليزية)